# Ulysses (logiciel)
Pour les articles homonymes, voir Ulysse (homonymie).
Ulysses est un logiciel de traitement de texte développé pour Mac OS X, iPad et iPhone. Il a été conçu pour les utilisateurs désireux de se concentrer sur le contenu de leurs écrits plutôt que sur le formatage du texte,. Il emprunte des concepts de Setext et LaTeX. Les textes peuvent être exportés en formats .doc, PDF, Word, RTF ou ePub. Il prend en charge Markdown pour le formatage de base.

## Histoire
Ulysses a été nommé d'après le roman Ulysse de James Joyce.
Le logiciel Ulysses a été publié à l'origine pour MacOS et dans la version 2.5, il a été étendu à l'iPhone et à l'iPad.
Ulysses 2.0 est devenu la prochaine version d'Ulysses. Une version bêta publique 2.0 a été publiée en 2009. Avec la sortie d'Ulysse 2.0, le logiciel a été rebaptisé The Soulmen. La mise à jour majeure comprenait une nouvelle interface, des signets pour les textes, une corbeille pour les documents et des modèles de projet. En outre, toutes les parties du logiciel ont été mises à jour.
La licence d'Ulysse est un modèle d'abonnement (SaaS) depuis la version 11,. La version standard d'Ulysse est également disponible sur Setapp.
Le 13 juin 2016, le logiciel a reçu l'Apple Design Award.
En 2024, le logiciel a été mis à jour à la 35e version.